# Scipion Ruphy
Pour les articles homonymes, voir Ruphy.
Scipion Ruphy, dit le baron Ruphy, né le 3 août 1802 à Annecy, où il est mort le 11 mars 1891, est un avocat et entrepreneur savoyard du XIXe siècle.

## Biographie

### Origines
Pierre Claude Scipion Ruphy naît le 3 août 1802 à Annecy, dans le département du Mont-Blanc, sous le Premier Empire, le duché de Savoie ayant été annexé en 1792. Il est le fils du baron François Ruphy de Menthon, député au Corps légistatif et sous-préfet d'Annecy durant le Premier Empire et de Jeanne Gasparde Collomb (1769-1841).
Il est issu d'une famille d'avocats annéciens, dont les ancêtres furent d'importants fermiers de l'abbaye de Talloires.

### Carrière
Scipion Ruphy est avocat et est l'un des fondateurs de la Banque de Savoie, à Annecy, en 1851, sur le modèle de la Banque de France. Il en devient le président du Conseil d'administration.

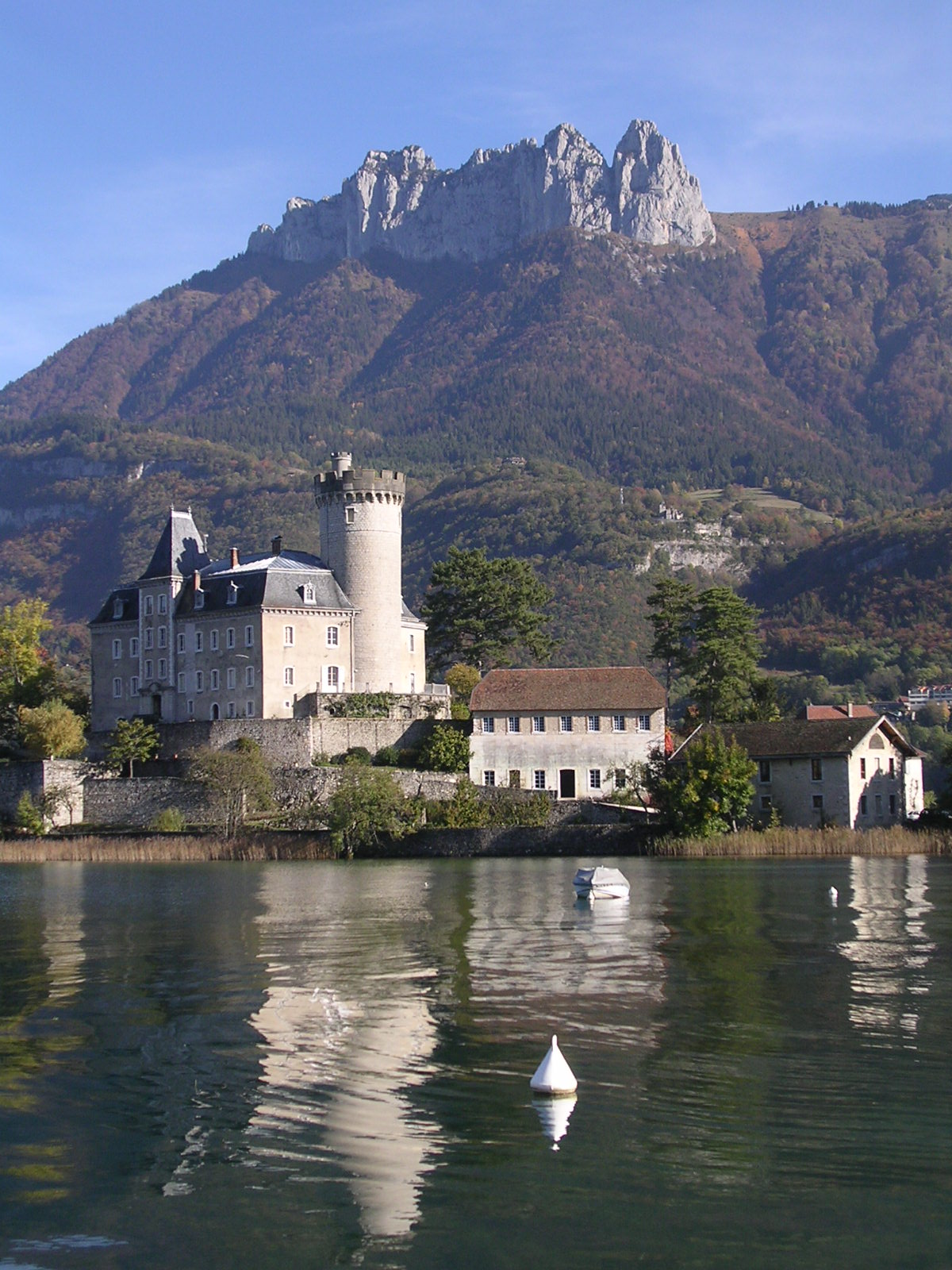
Châteauvieux dit de "Ruphy".

En 1839, il achète à Jean Berthet de Bossey les châteaux de Châteauvieux et d'Héré, dans le village de Duingt. Châteauvieux prend parfois le nom de château Ruphy. Il devient d'ailleurs syndic de Duingt.

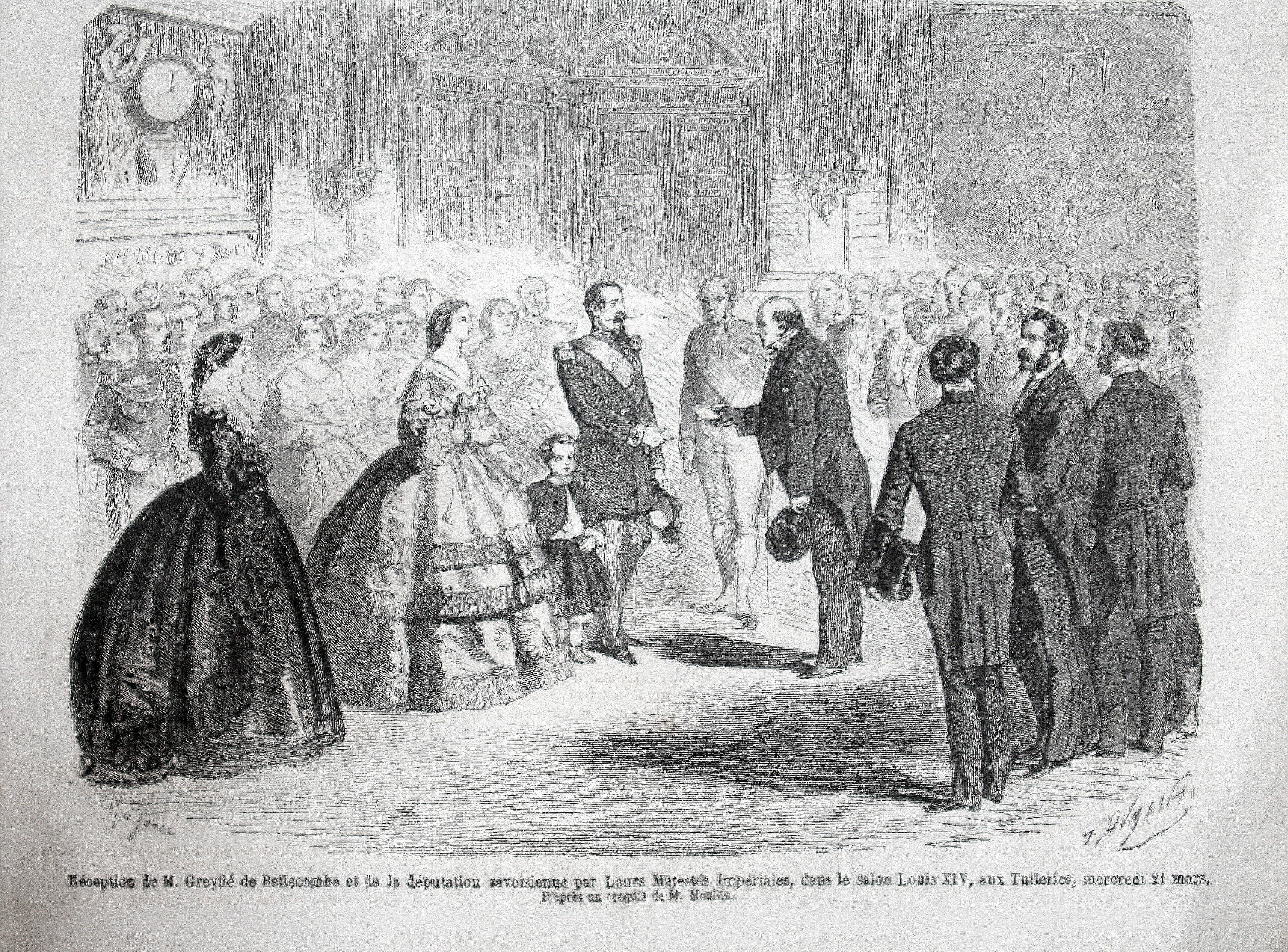
Croquis de M. Moulin, paru dans Le Monde Illustré, journal hebdomadaire, no 155, 31 mars 1860. Commentaire : Réception de M. Greyfié de Bellecombe et de la députation savoisienne par Leurs Majestés Impériales, dans le salon Louis XIV, aux Tuileries, mercredi 21 mars.

Il fait partie de la délégation de 41 savoisiens favorables à l'annexion de la Savoie à la France, envoyée auprès de l'Empereur. La délégation menée par le comte Amédée Greyfié de Bellecombe, comprend pour la province de Chambéry le député d'Aix Gustave de Martinel, les conseillers provinciaux Louis Bérard, Maurice Blanc, Ernest de Boigne, les barons Frédéric d'Alexandry d'Orengiani et Louis Girod de Montfalcon, ainsi que Charles Bertier, Alexis Falcoz, Pierre-Louis Besson, l'avocat Antoine Bourbon, le docteur Dardel, Jacques Prosper Degaillon, Charles François, Jacques Prosper Degaillon, Félix Gruat, Pierre Viviand, Savey-Guerraz et le major de la Garde nationale Vuagnat. La province d'Annecy est représentée par les députés Albert-Eugène Lachenal, Joseph Ginet (Rumilly) et Jacques Replat (Annecy), accompagnés par Claude Bastian (ancien député de Saint-Julien), Dufour, le baron Jules Blanc (Faverges), François Bétrix (directeur de la Banque de Savoie), le docteur Descotes, Magnin, Masset, Alexis Rollier. À noter que le Chablais, plutôt favorable à un rapprochement avec la Suisse voisine n'envoie qu'Édouard Dessaix, Félix Jordan, François Ramel et Gustave Folliet. Il est nommé, le 30 mai 1860, chevalier de la Légion d'honneur en raison de cette démarche.
Il se présente d'ailleurs en Savoie du Nord aux élections du 25 mars 1860, pour la VIIe législature du royaume de Sardaigne.
Au lendemain de l'annexion à la France, il devient conseiller général pour le canton d'Annecy-Sud de 1861 à 1871.
Il est membre de l'Académie florimontane.
Scipion Ruphy meurt le 11 mars 1891, à Annecy.

## Famille
Scipion Ruphy épouse une demoisel Aspasie Béné,,.
Ils ont trois filles, : 
- Hortense, ∞ baron Charles-Louis-Adolphe Demotz de la Salle,
- Isaure ∞ Victor-Marie-Antoine-Henri de la Barge de Certeau (futur propriétaire du château Ruphy),
- Aline ∞ Francisque Frèrejean.